# فؤاد بوغيرا
 فؤاد بوغيرا (بالفرنسية: Fouad Bouguerra)‏ (1981 الجزائر) هو لاعب كرة قدم جزائري. · 

## روابط خارجية
- فؤاد بوغيرا على موقع قاعدة بيانات كرة القدم.إي يو (الإنجليزية)
- فؤاد بوغيرا على موقع ناشيونال فوتبول تيمز (الإنجليزية)